# Fernando Murua Quintana
Fernando Murua Quintana (junio de 1962-3 de septiembre de 2002), más conocido como Fernandito, fue el batería original de la banda de punk La Polla Records.
Fernandito comenzó tocando la batería con algunos conocidos de Salvatierra y también el tambor en los carnavales. Formó parte de La Polla Records desde el inicio del grupo en 1979 hasta su fallecimiento debido a un infarto cerebral, el 3 de septiembre de 2002 en su domicilio de Vitoria. La muerte de Fernando llevó al grupo a cancelar todos los conciertos programados y a su posterior disolución.

## Discografía con La Polla Records
- Banco Vaticano (Maqueta) - 1981
- Y ahora qué? (EP) - 1983
- Salve - 1984
- Revolución - 1985
- No somos nada - 1987
- Donde se habla - 1988
- En directo (Directo) - 1988
- Ellos dicen mierda, nosotros amén - 1990
- Los jubilados - 1990
- Barman (EP) - 1991
- Negro - 1992
- Hoy es el futuro - 1993
- Bajo presión - 1994
- Carne para la picadora - 1996
- En turecto (Directo) - 1998
- Toda la puta vida igual - 1999
- Bocas - 2001